# Église Sainte-Marie-Madeleine de Freissinières
L'église Sainte-Marie-Madeleine est une église située à Freissinières dans les Hautes-Alpes, en France.

## Histoire
Elle est inscrite au titre des monuments historiques depuis 2008.